# جايل مارجيوليس
جايل مارجيوليس (بالعبرية: גאל מרגוליס‏) (3 أبريل 1994 برامات هاشارون في إسرائيل - ) هو لاعب كرة قدم إسرائيلي في مركز الهجوم. لعب مع مكابي نتانيا ونادي مكابي تل أبيب.

## روابط خارجية
- جايل مارجيوليس على موقع قاعدة بيانات كرة القدم.إي يو (الإنجليزية)
- جايل مارجيوليس على موقع Soccerway.com (الإنجليزية)